# Filippo Sanjust
Filippo Sanjust (ur. 9 września 1925 w Rzymie, zm. 29 listopada 1992 tamże) – włoski kostiumograf, scenograf i reżyser teatralny.

## Życiorys
Studiował architekturę w Rzymie i na Princeton University. W zakresie reżyserii był samoukiem. Początkowo pracował w przemyślnie filmowym, później zajął się realizacją przedstawień teatralnych. Współpracował z takimi reżyserami jak Luchino Visconti, Eduardo de Filippo, Virginio Puecher i Gustaw Sellmer. W 1958 roku zrealizował scenografię do przedstawienia Don Carlosa Giuseppe Verdiego w reżyserii Luchino Viscontiego w Covent Garden Theatre w Londynie. Współpracował z nim też przy realizacji Trubadura (Londyn 1964) oraz Wesela Figara (Rzym 1964 i Nowy Jork 1968). Przygotował oprawę sceniczną do prapremierowego przedstawienia opery Hansa Wernera Henzego Der junge Lord (Berlin 1965). Z czasem zajął także reżyserią przedstawień operowych.
Do jego najsłynniejszych realizacji należą Ariadna na Naksos (Wiedeń 1976), Falstaff (Wiedeń 1980), Koronacja Poppei (Bruksela 1979) i Simon Boccanegra (Londyn 1980).